# Ernst Steckel
Robert Ernst Steckel (* 10. Oktober 1857 in Wippra; † nach 1912) war ein deutscher Lehrer und Sachbuchautor.
Nach dem Schulbesuch ging er 1875 an das Lehrerseminar nach Eisleben, das er nach drei Jahren erfolgreich abschloss. Anschließend wirkte er als Lehrer an der einklassigen Volksschule in Aseleben bis 1881. Danach wechselte er an das Lehrerseminar nach Eisleben, wo er fortan an der Ausbildung von Lehrern für den Bereich der preußischen Provinz Sachsen und des Herzogtums Anhalt mitwirkte. Dazu hatte er sich speziell auf dem Gebiet des Turnens und Zeichnens durch Spezialkurse weitergebildet.
1887 erschien beim Hofbuchhändler in Bernburg sein grundlegendes Werk für die Lehrerausbildung mit dem Titel Die Provinz Sachsen und das Herzogtum Anhalt. Landeskunde in Gruppenbildern auf Grundlage der physikalischen Eigenart des Landes. Es folgen weitere Publikationen wie 1902 Das Vaterland. Das Deutsche Reich und seine Kolonien in Landschaftsbildern, 1904 Zwei Post-Hefte für den Schreibunterricht in allen Schulanstalten und zum Privatgebrauch, 1909 Das Vaterland. Das Deutsche Reich und seine Kolonien in Landschaftsbildern oder 1913 Briefe und amtliche Schriftstücke im bürgerlichen Leben und Amtsverkehr des Lehrers.